# Zogom-Bodomje
Zogom-Bodomje est une localité du Cameroun située dans la commune de Roua, le département du Mayo-Tsanaga et la Région de l'Extrême-Nord, dans les monts Mandara, à proximité de la frontière avec le Nigeria.

## Population
Lors du recensement de 2005, on y a dénombré 1 831 habitants. 